# Shōbōgenzō zuimonki
Shōbōgenzō zuimonki (jap. 正法眼蔵隨聞記), po polsku wyd. jako Elementarz zen sōtō – zbiór nieformalnych mów Dharmy i pouczeń japońskiego mistrza zen Dōgena spisany przez jego ucznia Ejō, najprawdopodobniej w latach 1235–1237. Jest uważana za najbardziej przystępną pracę autora.

## Historia i wersje tekstu
Zapiski składające się na Shōbōgenzō zuimonki pozostawały przez kilka stuleci w manuskrypcie. Po raz pierwszy zostały wydane drukiem w 1651 w niewielkim nakładzie. Za standardowe wydanie uznaje się wersję popularną opracowaną przez Menzana Zuihō i wydaną w 1769.
Inną wersją tekstu jest manuskrypt pochodzący z 1644 (przepisany ze starszego rękopisu), a odkryty w 1941 roku. Wersja ta zawiera partie tekstu znacznie różniące się od wydania popularnego.

## Treść
Na Shōbōgenzō zuimonki składają się przede wszystkim napomnienia dotyczące życia klasztornego w stylu sōtō: Dōgen zachęca mnichów do tego, by nie troszczyli się o pożywienie i ubranie i nie przywiązywali do rodziny, powtarza naukę o konieczności „odrzucenia ciała i umysłu”, a przede wszystkim podkreśla fundamentalne znaczenie siedzącej medytacji (zazen):

Czytanie powiedzeń zen i kōanów, rozumienie czynów starych mistrzów i głoszenie ich ludziom pogrążonym w ułudzie tak naprawdę jest bezużyteczne zarówno dla twej własnej praktyki, jak i dla nauczania innych. Jeśli ujrzysz Zasadę Życia w skoncentrowanym zazen, to nawet jeśli nie znasz jednego słowa, posiądziesz niezliczone drogi nauczania innych.